# 细尾长臀鲃
细尾长臀鲃（学名：Mystacoleucus lepturus）为鲤科长臀鲃属的鱼类。在中国，分布于澜沧江下游及其支流水系等。该物种的模式产地在勐腊、景洪、景谷。

## 扩展阅读
維基物種上的相關：细尾长臀鲃